# Tchiobino
Tchopina
Tchiobino (en russe : Чёбино, Tšobino) ou Tchopina (en carélien : Tšopina, Tšepina tai Tšobene, en finnois : Tšopina) est un village de l'établissement rural de Tchiobino, dont il est le chef-lieu, du raïon de Karhumäki en république de Carélie

## Géographie
Tchopina est situé à 17 kilomètres à l'ouest de Karhumäki.

## Démographie
Recensements (*) ou estimations de la population
| 2009 | 2010 | 2013 | - |
| ---- | ---- | ---- | - |
| 124  | 110  | 94   | - |